# Kiszucaújhely
Kiszucaújhely (szlovákul Kysucké Nové Mesto, németül Ober-Neustadt vagy Kischütz-Neustadt) város Szlovákiában, a Zsolnai kerületben, a Kiszucaújhelyi járás székhelye. Ókert és Újhelyszabadi tartozik hozzá.

## Fekvése
Zsolnától 10 km-re északkeletre, a Kiszuca partján fekszik.

## Története
1254-ben IV. Béla király oklevelében „Terra Jesenin” néven említik először, amikor a birtokot a király a tatárjárás alatt tett szolgálataiért Szobeszláv fiának: Bohumír comesnek adja. Azelőtt a terület a trencséni várispánsághoz tartozott. 1321-ben Károly Róbert adománylevelében mint vámszedőhely szerepel „Jathasin” alakban. Ebben az időben kezdődik el a terület német jog alapján történő betelepítése, lakói valószínűleg már ekkor a mai szlovákok ősei voltak. Az először „Congesbergh”-nek nevezett település hamarosan vásártartási jogot is kapott. 1325-ben a budatíni váruradalom része. 1358-ban „Nova Civitas” néven tűnik fel, lakói mezőgazdasággal, kézművességgel, kereskedelemmel foglalkoztak.
1507-ben említik mai magyar nevén először „Kisucza Ujhely” alakban. Első egyházi iskolája már a 16. század első felében működött. A 19. század elejére egyike lett a középső Vágmente legjelentősebb kézműves településeinek. Itt vezetett át az egyik fontos kereskedelmi út Szilézia és Lengyelország felé. A településen két templom, evangélikus iskola, sörfőzde és három malom is működött. 1813-ban és 1821-ben árvizek, 1823-ban tűzvész és pestis pusztította. 1848-ban lakói közül többen csatlakoztak a magyar szabadságharc ellen szervezett szlovák felkeléshez.
Fényes Elek 1851-ben kiadott geográfiai szótárában így ír a városról: „Ujhely (Kisucza-), (Nove mesto), Trencsén m. tót mv., a Kisucza vize mellett egy völgyben: 2024 kath., 1 evang., és 6 zsidó lak. Kat. paroch. és még más templomok; vámszedő hivatal; országos vásárok. Fő kincse szép fenyves erdejében és juhtartásában áll; borral is kereskedik. F. u. gr. Csáky Zsigmond. Ut. p. Csácza.”
1904-ben hatalmas tűzvész pusztított a városban, melyre emlékmű emlékeztet. A trianoni békéig Trencsén vármegye Kiszucaújhelyi járásának székhelye volt.
1973-ban csatolták hozzá Ókertet és Újhelyszabadit.

## Népessége
| Év:            | 1994.  | 2004.   | 2014.   | 2024.   |
| -------------- | ------ | ------- | ------- | ------- |
| Emberek száma: | 16 165 | 16 501  | 15 431  | 14 306  |
| Eltérés:       |        | +2,07 % | -6,48 % | -7,29 % |

| Év:            | 2023.  | 2024.   |
| -------------- | ------ | ------- |
| Emberek száma: | 14 380 | 14 306  |
| Eltérés:       |        | -0,51 % |

1880-ban Dubjén 89 szlovák és 3 magyar anyanyelvű élt.
1910-ben 2014 lakosából 1801 szlovák és 119 magyar anyanyelvű volt. Újhelyszabadin 469 szlovák anyanyelvű élt.
2001-ben 16 558 lakosából 15 752 szlovák volt.
2011-ben 15 699 lakosából 14 329 szlovák volt.
2021-ben 14 660 lakosából 13 764 (+36) szlovák, 14 magyar, 5 (+5) cigány, 5 (+8) ruszin, 143 (+39) egyéb és 729 ismeretlen nemzetiségű volt.

## Nevezetességei
- Szent Jakab tiszteletére szentelt római katolikus temploma 1284-ben épült, eredetileg gótikus stílusban, később neoromán stílusban építették át. A mellette álló Szent Kereszt kápolna 1740-ben épült.
- A Szeplőtelen Szűz tiszteletére szentelt római katolikus temploma 1817-ben épült.
- A Radolai kastély a 16. század második harmadában épült reneszánsz stílusban, ma a városi múzeum működik benne.
- A sörfőzde 17. századi épülete.
- A Belanského ulica 9. számú ház a 18. század második felében épült.
- A Belanského ulica 15. számú ház eredetileg reneszánsz stílusú, a 18. században barokk stílusban építették át.
- A Nepomuki Szent János szobor 1761-ben készült.
- A korábbi temetőben (ma városi park) álló kápolna 1958-ban épült.
- Andrej Majer költő szülőháza.
- A kézművesek háza.
- Az 1904. évi tűzvész emlékműve.
- Az ötszáz éves hársfa Csaca irányában, a vasúttól 100 méterre áll.

## Neves személyek
- Itt született Bielek László (1744. augusztus 24. – Kőszeg, 1807. november 14.) piarista rendi pap, tanár.
- Itt született Cselkó István (1773. szeptember 3. – Pozsony, 1837. november 30.) a Pozsonyi Királyi Jogakadémia tanára, több megye táblabírája.
- Itt született Nemes Mór (1883. október 28. – Szerbia, 1914. november 3.) magyar református vallású pedagógus, matematika-fizika szakos főgimnáziumi tanár, tartalékos hadnagy.
- Itt szolgált Balogh Ágost Flórián.
- Itt szolgált Ján Pöstényi (1891-1980) katolikus pap, pápai kamarás, újságíró, a Szent Adalbert Egylet titkára.

## Külső hivatkozások
- Hivatalos oldal
- A város a Kiszucai régió honlapján
- Alapinformációk
- Kiszucaújhely Szlovákia térképén
- E-obce.sk Archiválva 2008. szeptember 20-i dátummal a Wayback Machine-ben

## Lásd még
- Ókert
- Újhelyszabadi